# 허무승

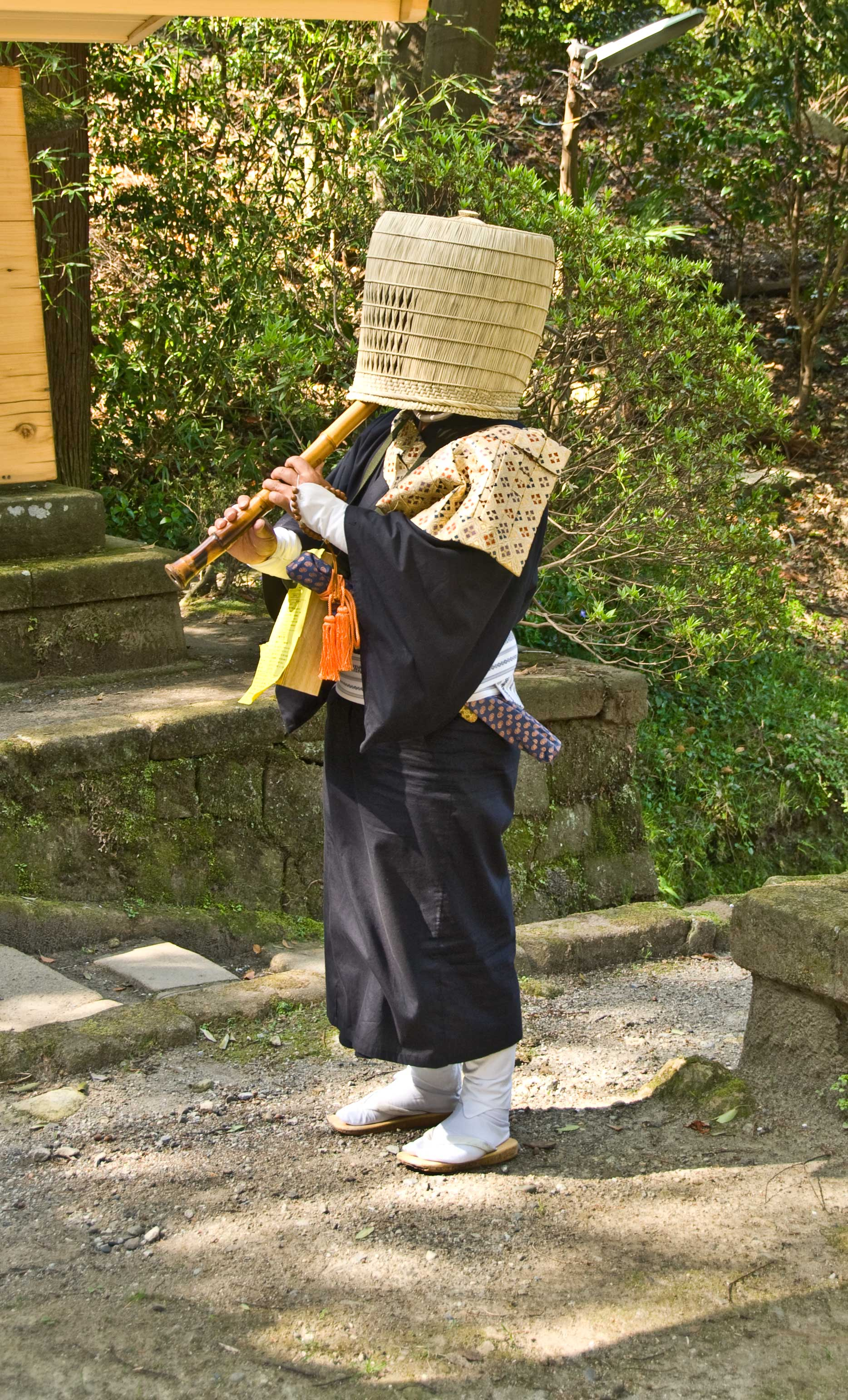

허무승(일본어: 虚無僧 코무소[*])은 일본 선불교의 일파인 보화종의 승려를 말한다. 바구니를 삿갓처럼 머리에 쓰고("천개天蓋"라고 한다) 척팔(일본식 퉁소)을 불며 탁발을 하고 다닌다.
보화종은 중국 당나라의 보화를 선조로 한다. 일본의 임제종 승려 신치 카쿠신이 중국에 유학 갔다가 보화의 법계에 있는 장삼(張参)에게  죽관취소(竹管吹簫)의 오의를 전수받고 장삼의 제자 보복(宝伏)등 4인의 거사와 함께 겐초 6년(1254년) 일본으로 귀국, 기이국 유라의 흥국사에 보화암(普化庵)을 마련하고 살게 한 것에서 일본 보화종이 시작되었다.
허무승은 삭발을 하지 않으며, 척팔을 불면서 구걸하며, 여러 국을 행각수행했다. 처음에는 보통 삿갓을 쓰고 백의를 입었지만, 에도 시대에 도쿠가와 막부에 의해 현재의 특이한 행색이 규정되었다.
전쟁이 발발했을 때, 허무승들은 승병이 되어 참전하기도 하였다.
죄를 범한 무사가 보화종 승려가 되면 형을 면하고 보호되었으며, 이로 인해 방탕무뢰한 자들이 죄를 면하기 위해 허무승이 되는 일이 횡행하였다. 이로 인해 에도시대 중기 이후 막부는 허무승을 규제하게 되었다. 보화종은 막부와 유착관계가 깊었기 때문에 메이지 유신 이후인 메이지 4년(1871년) 태정관 포고에 의해 폐지되었고, 허무승들은 승적을 잃고 민적에 편입되었다. 그러다 메이지 21년(1888년) 종단과 허무승이 부활했다.

## 같이 보기
- 샤쿠하치
- 선종